# Rue Pétrelle
Rue Pétrelle är en gata i Quartier de Rochechouart i Paris nionde arrondissement. Gatan är uppkallad efter en viss monsieur Pétrelle, markägare och arkitekt, som under 1700-talets senare hälft ritade flera byggnader i området. Rue Pétrelle börjar vid Rue du Faubourg-Poissonnière 155 och slutar vid Rue Marguerite-de-Rochechouart 58.

## Omgivningar
- Saint-Vincent-de-Paul
- Rue des Martyrs
- Square d'Anvers – Jean-Claude-Carrière
- Square Pétrelle
- Rue Thimonnier
- Rue Lentonnet
- Cité Napoléon

## Bilder
| - Gatuskylt. - Saint-Vincent-de-Paul. - Cité Napoléon. |

## Kommunikationer
- Tunnelbana – linje  – Anvers
- Tunnelbana – linjerna   – Barbès – Rochechouart
- Busshållplats Condorcet – Paris bussnät

### Webbkällor
- ”Rue Pétrelle”. Mairie de Paris. https://web.archive.org/web/20160303205143/http://www.v2asp.paris.fr/commun/v2asp/v2/nomenclature_voies/Voieactu/7317.nom.htm. Läst 28 november 2023.
- ”Rue Pétrelle (9ème arrondissement)”. Les rues de Paris. https://web.archive.org/web/20160406083145/http://www.parisrues.com/rues09/paris-09-rue-petrelle.html. Läst 28 november 2023.